# Musée du Parfum (Paris)
 (décembre 2021).
Pour les articles homonymes, voir Musée du parfum et Musée Fragonard.
Le Musée du Parfum, également connu sous le nom Musée du Parfum de Fragonard, ou Musée du Parfum - Fragonard, est un musée privé consacré au parfum, situé dans le 9e arrondissement de Paris au 3-5 Square de l'Opéra Louis Jouvet. Il existe encore un autre musée - plus ancien historiquement - situé à 300 mètres du musée principal, au 9, rue Scribe.

## Histoire
Le premier musée de la rue Scribe a été créé en 1983 par la société des parfums Fragonard, au sein d'une maison de style Napoléon III (construite en 1860). Ses chambres sont dotées de meubles d'époque et des expositions de parfum, y compris des anciennes bouteilles de parfum, des conteneurs, nécessaires de toilette, alambics pour la distillation à la vapeur d'extraits de parfum. L'histoire de la fabrication de parfums et d'emballage. L'exposition d'un orgue à parfums composé de gradins de bouteilles d'ingrédients disposés autour d'une balance utilisée pour mélanger les parfums.
En 2014, la société Fragonard acquiert la propriété du site immobilier situé à l'adresse du square de l'Opéra.

## Localisation
Le musée est situé près du côté ouest de l'Opéra Garnier.

## Ne pas confondre avec
- Le Grand Musée du Parfum, un autre musée privé de Paris sur le même thème. (Ce deuxième musée est en revanche fermé).